# Jovian Europa Orbiter
Jovian Europa Orbiter (JEO) är en framtida rymdsond planerad av Europeiska rymdorganisationen till Jupiters måne Europa. JEO kommer att vara kapabel att samla information om Europa från dess omloppsbana, och den kommer att skicka informationen vidare till Jovian Relay Spacecraft (JRS) och Jovian Minisat Explorer (JME).
Dess uppskjutning är inte bestämd, och den är fortfarande under planeringsstadiet inom ESA:s "Technology Reference Studies". JEO ska inte blandas ihop med Europa Orbiter, ett NASA-uppdrag som lades ner.